# William Grey-Wilson
William Grey-Wilson (7 de abril de 1852-14 de febrero de 1926) fue un administrador colonial británico.

## Biografía
Nació en Kent, Inglaterra, siendo el hijo menor de Andrew Wilson, inspector general de hospitales, y Charlotte, nieta de Charles Grey, primer conde Grey. Se educó en el Cheltenham College.
Fue Secretario Privado de William Gray, Gobernador de Jamaica, en 1874, y de Frederick Barlee en 1877. Luego fue Secretario de los Consejos Ejecutivo y Legislativo de Honduras Británica en 1878. En 1897 fue nombrado magistrado al mando de los exploradores en la frontera mexicana. Fue Comisionado Especial en Sierra Leona y Liberia, África Occidental, y Asistente del Secretario Colonial en Costa de Oro británica en 1884.
Entre 1887 y 1897 se desempeñó como gobernador de la isla Santa Elena, en el océano Atlántico, donde un año antes había sido nombrado como Secretario Colonial. De 1897 a 1904 fue gobernador de la colonia de las islas Malvinas, en litigio con Argentina, y entre 1904 y 1912 como gobernador de las Bahamas.
Fue nombrado caballero comendador de la Orden de San Miguel y San Jorge y de la Orden del Imperio Británico.